# Naukae
Naukae is een bestuurslaag in het regentschap Timor Tengah Selatan van de provincie Oost-Nusa Tenggara, Indonesië. Naukae telt 1898 inwoners (volkstelling 2010).